# Liste der Baudenkmale in Westport
Die Liste der Baudenkmale in Westport umfasst alle vom New Zealand Historic Places Trust (NZHPT) als „Historic Place“ oder „Historic Area“ eingestuften Baudenkmale und Flächendenkmale der neuseeländischen Ortschaft Westport. Die Angaben stammen aus dem Register des NZHPT. Die Bezeichnungen der Baudenkmale orientieren sich an diesem Register. In die Liste werden auch bekannte Wahi Tapu (Area), kulturell und religiös bedeutsame Stätten und Gebiete der Māori, aufgenommen. Sie werden jedoch meist nicht publiziert.

| Bild           | Bezeichnung                                                    | Ort      | Anschrift                                   | Beschreibung                                        | Bauzeit    | Eintrag            | Nummer | Kat. |
| -------------- | -------------------------------------------------------------- | -------- | ------------------------------------------- | --------------------------------------------------- | ---------- | ------------------ | ------ | ---- |
| weitere Bilder | Municipal Chambers                                             | Westport | 113-119 Palmerston Street Karte             | Verwaltungsgebäude für den Westport Borough Council | 1938–1941  | 30. August 1990    | 5000   | 1    |
| weitere Bilder | Buller County Chambers (Former)                                | Westport | 161 Palmerston Street Karte                 | Verwaltungsbau des Buller County                    | 1940       | 30. August 1990    | 5001   | 1    |
| weitere Bilder | Bank of New South Wales (Former)                               | Westport | 143 Palmerston Street Karte                 | Bankfiliale                                         | 1901       | 4. April 2008      | 1706   | 2    |
| weitere Bilder | House                                                          | Westport | 75 Queen Street Karte                       | Wohnhaus                                            | 1895       | 30. August 1990    | 1707   | 1    |
| weitere Bilder | Courthouse                                                     | Westport | 11 Wakefield Street Karte                   | Gerichtsgebäude                                     | 1903 (ca.) | 21. September 1989 | 3041   | 2    |
| weitere Bilder | Westport Railway Workshop (Former)                             | Westport | Adderley Street Karte                       | ehemalige Eisenbahnwerkstatt                        | 1897 (ca.) | 4. April 2008      | 3047   | 2    |
| weitere Bilder | Cape Foulwind Lighthouse                                       | Westport | Cape Foulwind bei Westport Karte            | Leuchtturm                                          | 1926       | 21. September 1989 | 5023   | 2    |
| weitere Bilder | Buller Field Station, Canterbury University Geology Department | Westport | 40 Queen Street Karte                       | Außenstelle der Canterbury University               | n.a.       | 21. September 1989 | 5024   | 2    |
| weitere Bilder | House                                                          | Westport | 55 Queen Street Karte                       | Wohnhaus                                            | 1903       | 21. September 1989 | 5025   | 2    |
| weitere Bilder | House                                                          | Westport | 51 Queen Street Karte                       | Wohnhaus                                            |            | 21. September 1989 | 5026   | 2    |
| weitere Bilder | Church of St John the Evangelist                               | Westport | 65 Queen Street und Lyndhurst Street Karte  | anglikanische Kirche                                | 1924       | 21. September 1989 | 5027   | 2    |
| weitere Bilder | House                                                          | Westport | 32 Henley Street Karte                      | Wohnhaus                                            | n.a.       | 21. September 1989 | 5028   | 2    |
| weitere Bilder | Masonic Lodge Hall                                             | Westport | 51 Russell Street Karte                     | Freimaurerloge                                      | 1907       | 21. September 1989 | 5029   | 2    |
| weitere Bilder | Westport Public Library                                        | Westport | Lyndhurst Street Karte                      | Bibliothek                                          | 1907       | 21. September 1989 | 5030   | 2    |
| weitere Bilder | Post Office (Former)                                           | Westport | Palmerston Street und Brougham Street Karte | ehemaliges Postamt                                  | n.a.       | 21. September 1989 | 5031   | 2    |
| weitere Bilder | Gates of Remembrance                                           | Westport | Russell Street and Brougham Street Karte    | Denkmal für den Ersten Weltkrieg                    | 1920       | 21. September 1989 | 5032   | 2    |
| weitere Bilder | TripInn Guest House (Former Utopia Lodge)                      | Westport | 72 Queen Street Karte                       | Gästehaus, früher Freimaurerloge                    | n.a.       | 21. September 1989 | 5033   | 2    |
| weitere Bilder | O’Conor Home                                                   | Westport | Nine Mile Road Karte                        | Wohnanwesen                                         | 1918       | 21. September 1989 | 5034   | 2    |
| weitere Bilder | The Stone House                                                | Westport | 108 Derby Street Karte                      | Wohnhaus                                            | 1909–1911  | 23. Juni 1994      | 7191   | 2    |